# Waizenfeld
Waizenfeld ist ein zu Pommelsbrunn gehörender Ort, der auf einer Hochfläche der Mittleren Frankenalb liegt.

## Lage
Das Dorf ist ein Gemeindeteil der Gemeinde Pommelsbrunn im Landkreis Nürnberger Land (Mittelfranken, Bayern) und liegt in der Gemarkung Arzlohe. Waizenfeld liegt zwischen Hartmannshof und Heldmannsberg, Nachbarorte sind im Norden beginnend im Uhrzeigersinn Hartmannshof, Guntersrieth, Heldmannsberg, Aicha, Mittelburg und Stallbaum.

## Geschichte
Die Entstehung des Ortes geht in das 10. bis 13. Jahrhundert zurück. Der Ortsname kommt wahrscheinlich von einer mit Weizen bebauten Region. „Feld“ ist hier als Kontrast zu „Wald“ zu sehen. Nach dem Landshuter Erbfolgekrieg von 1504/05 gehörte Waizenfeld für drei Jahrhunderte zum Landgebiet der Reichsstadt Nürnberg und wurde in dieser Zeit von dessen Pflegamt Hersbruck verwaltet. Dieses übte sowohl die Hochgerichtsbarkeit, als auch die Dorf- und Gemeindeherrschaft über den Ort aus.

## Baudenkmäler

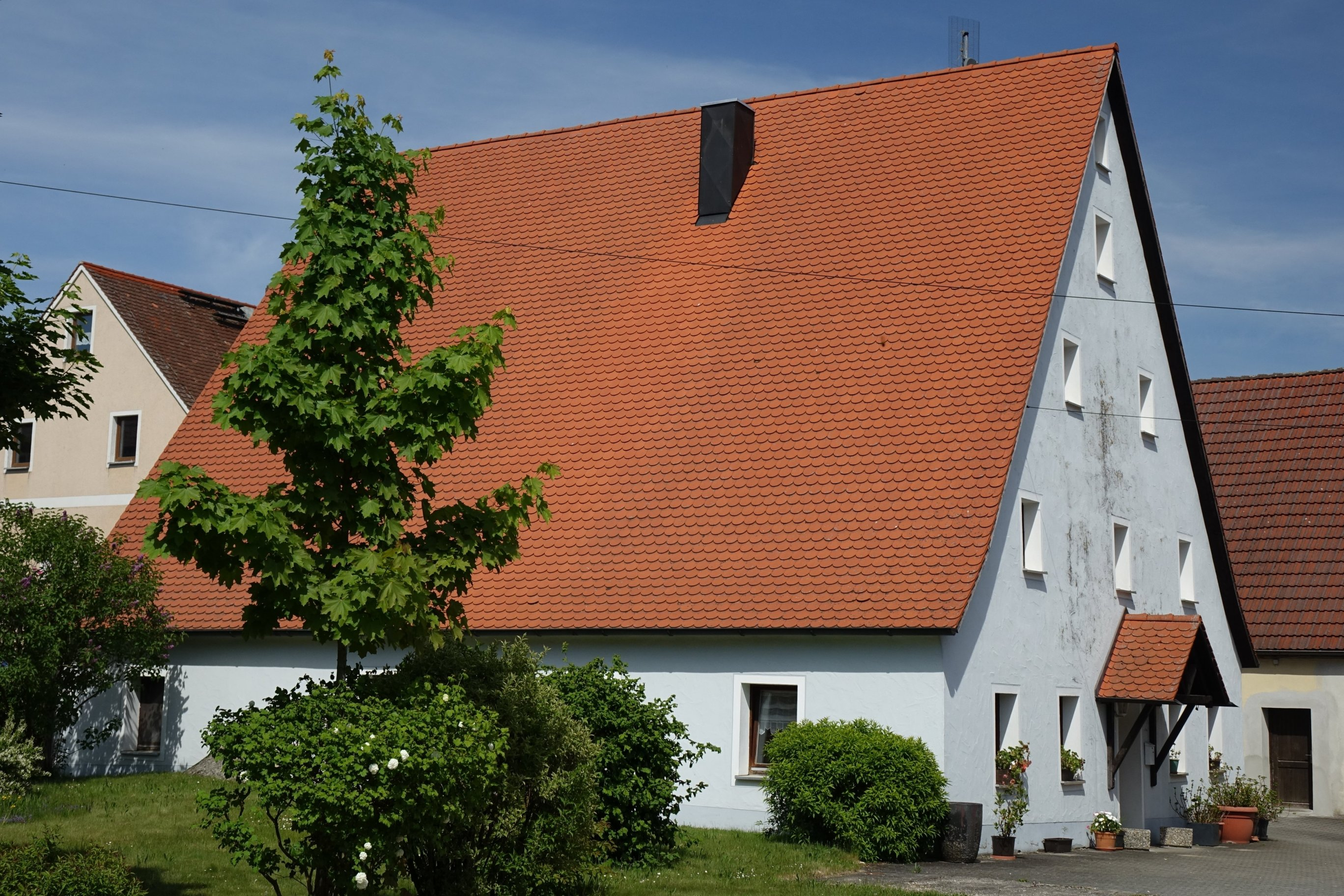
Denkmalgeschütztes Wohnstallhaus in der Ortsmitte